# Inca dorsi-rogenc
El inca dorsi-rogenc (Incaspiza personata) és un ocell de la família dels tràupid (Thraupidae).

## Hàbitat i distribució
Habita zones àrides amb matoll i cactus als Andes, del nord-oest del Perú.